# Hydrocyphon dentatus
Hydrocyphon dentatus es una especie de coleóptero de la familia Scirtidae.

## Distribución geográfica
Habita en Laos.